# Liste der Nummer-eins-Hits in Australien (1982)
Diese Liste enthält alle Nummer-eins-Hits in Australien im Jahr 1982. Grundlage sind die Top 50 der australischen Charts der ARIA. Es gab in diesem Jahr 16 Nummer-eins-Singles und 12 Nummer-eins-Alben.

## Singles
| ← 1981 ← | Liste der Nummer-eins-Hits in Australien | Liste der Nummer-eins-Hits in Australien | Liste der Nummer-eins-Hits in Australien | 1983 →                    |
| \| Zeitraum \| Wo. ges. \| Interpret \| Titel Autor(en) \| Zusätzliche Informationen \| \| (Zeitraum, Wochen auf Platz eins, Interpret, Titel, Autor[en], zusätzliche Informationen) \| \| \| \| \| \| ----------------------------------------------------------------------------------------- \| -------- \| ---------------------- \| --------------------------------------------------------------------------------------------------------------------------------------------------------- \| ------------------------- \| \| 21. Dezember 1981 – 31. Januar 1982 6 Wochen \| 6 \| Men at Work \| Down Under Musik: Colin James Hay, Ronald Graham Strykert; Text: Colin James Hay \| – \| \| 1. Februar 1982 – 21. Februar 1982 3 Wochen \| 3 \| Lindsey Buckingham \| Trouble Lindsey Buckingham \| – \| \| 22. Februar 1982 – 14. März 1982 3 Wochen \| 3 \| Soft Cell \| Tainted Love Edward C. Cobb \| – \| \| 15. März 1982 – 21. März 1982 1 Woche \| 1 \| The J. Geils Band \| Centerfold Seth Justman \| – \| \| 22. März 1982 – 2. Mai 1982 6 Wochen \| 6 \| Moving Pictures \| What About Me Garry Allan Frost, Frances Claire Frost \| – \| \| 3. Mai 1982 – 6. Juni 1982 5 Wochen \| 5 \| Joan Jett \| I Love Rock ’n’ Roll Alan Merrill, Jake Hooker \| – \| \| 7. Juni 1982 – 20. Juni 1982 2 Wochen \| 2 \| Toni Basil \| Mickey Michael Donald Chapman, Nicholas Barry Chinn \| – \| \| 21. Juni 1982 – 1. August 1982 6 Wochen \| 6 \| Charlene \| I’ve Never Been to Me Musik: Kenny Hirsch; Text: Ronald Norman Miller \| – \| \| 2. August 1982 – 15. August 1982 2 Wochen \| 2 \| A Flock of Seagulls \| I Ran (So Far Away) Michael Score, Alister James Score, Francis Maudsley, Paul Reynolds \| – \| \| 16. August 1982 – 29. August 1982 2 Wochen \| 2 \| Adam Ant \| Goody Two Shoes Adam Ant, Marco Pirroni \| – \| \| 30. August 1982 – 5. September 1982 1 Woche \| 1 \| Ray Parker Jr. \| The Other Woman Ray Erskine Parker Jr. \| – \| \| 6. September 1982 – 19. September 1982 2 Wochen \| 2 \| Steve Miller Band \| Abracadabra Steven Haworth Miller \| – \| \| 20. September 1982 – 31. Oktober 1982 6 Wochen \| 6 \| Survivor \| Eye of the Tiger Frank Michael Sullivan III, James Michael Peterik \| – \| \| 1. November 1982 – 4. Dezember 1982 4 Wochen \| 4 \| Dexys Midnight Runners \| Come On Eileen Kevin Antony Rowland, James Mitchell Paterson, Kevin Adams \| – \| \| 5. Dezember 1982 – 26. Dezember 1982 4 Wochen \| 4 \| Musical Youth \| Pass the Dutchie Headley George Bennett, Jackie Mittoo, Robbie Lyn, Leroy Sibbles, Lloyd Anthony Ferguson, Fitzroy Ogilvie Simpson, Huford Benjamin Brown \| – \| \| 27. Dezember 1982 – 6. Februar 1983 6 Wochen \| 6 \| Culture Club \| Do You Really Want to Hurt Me Michael Emile Craig, Roy Ernest Hay, Jonathan Aubrey Moss, George Alan O’Dowd \| – \| |                                          |                                          | |                           |
| ← 1981 |                                          |                                          | | → 1983 →                  |
| Zeitraum | Wo. ges.                                 | Interpret                                | Titel Autor(en) | Zusätzliche Informationen |
| (Zeitraum, Wochen auf Platz eins, Interpret, Titel, Autor[en], zusätzliche Informationen) |                                          |                                          | |                           |
| 21. Dezember 1981 – 31. Januar 1982 6 Wochen | 6                                        | Men at Work                              | Down Under Musik: Colin James Hay, Ronald Graham Strykert; Text: Colin James Hay                                                                          | –                         |
| 1. Februar 1982 – 21. Februar 1982 3 Wochen | 3                                        | Lindsey Buckingham                       | Trouble Lindsey Buckingham | –                         |
| 22. Februar 1982 – 14. März 1982 3 Wochen | 3                                        | Soft Cell                                | Tainted Love Edward C. Cobb | –                         |
| 15. März 1982 – 21. März 1982 1 Woche | 1                                        | The J. Geils Band                        | Centerfold Seth Justman | –                         |
| 22. März 1982 – 2. Mai 1982 6 Wochen | 6                                        | Moving Pictures                          | What About Me Garry Allan Frost, Frances Claire Frost | –                         |
| 3. Mai 1982 – 6. Juni 1982 5 Wochen | 5                                        | Joan Jett                                | I Love Rock ’n’ Roll Alan Merrill, Jake Hooker | –                         |
| 7. Juni 1982 – 20. Juni 1982 2 Wochen | 2                                        | Toni Basil                               | Mickey Michael Donald Chapman, Nicholas Barry Chinn | –                         |
| 21. Juni 1982 – 1. August 1982 6 Wochen | 6                                        | Charlene                                 | I’ve Never Been to Me Musik: Kenny Hirsch; Text: Ronald Norman Miller                                                                                     | –                         |
| 2. August 1982 – 15. August 1982 2 Wochen | 2                                        | A Flock of Seagulls                      | I Ran (So Far Away) Michael Score, Alister James Score, Francis Maudsley, Paul Reynolds                                                                   | –                         |
| 16. August 1982 – 29. August 1982 2 Wochen | 2                                        | Adam Ant                                 | Goody Two Shoes Adam Ant, Marco Pirroni | –                         |
| 30. August 1982 – 5. September 1982 1 Woche | 1                                        | Ray Parker Jr.                           | The Other Woman Ray Erskine Parker Jr. | –                         |
| 6. September 1982 – 19. September 1982 2 Wochen | 2                                        | Steve Miller Band                        | Abracadabra Steven Haworth Miller | –                         |
| 20. September 1982 – 31. Oktober 1982 6 Wochen | 6                                        | Survivor                                 | Eye of the Tiger Frank Michael Sullivan III, James Michael Peterik                                                                                        | –                         |
| 1. November 1982 – 4. Dezember 1982 4 Wochen | 4                                        | Dexys Midnight Runners                   | Come On Eileen Kevin Antony Rowland, James Mitchell Paterson, Kevin Adams                                                                                 | –                         |
| 5. Dezember 1982 – 26. Dezember 1982 4 Wochen | 4                                        | Musical Youth                            | Pass the Dutchie Headley George Bennett, Jackie Mittoo, Robbie Lyn, Leroy Sibbles, Lloyd Anthony Ferguson, Fitzroy Ogilvie Simpson, Huford Benjamin Brown | –                         |
| 27. Dezember 1982 – 6. Februar 1983 6 Wochen | 6                                        | Culture Club                             | Do You Really Want to Hurt Me Michael Emile Craig, Roy Ernest Hay, Jonathan Aubrey Moss, George Alan O’Dowd                                               | –                         |

## Alben
| ← 1981 ← | Liste der Nummer-eins-Hits in Australien | Liste der Nummer-eins-Hits in Australien | Liste der Nummer-eins-Hits in Australien | 1983 →                    |
| \| Zeitraum \| Wo. ges. \| Interpret \| Titel \| Zusätzliche Informationen \| \| (Zeitraum, Wochen auf Platz eins, Interpret, Titel, zusätzliche Informationen) \| \| \| \| \| \| ------------------------------------------------------------------------------ \| -------- \| -------------------------- \| -------------------- \| ------------------------- \| \| 21. Dezember 1981 – 31. Januar 1982 6 Wochen (insgesamt 9) \| 9 \| Men at Work \| Business as Usual \| – \| \| 1. Februar 1982 – 14. Februar 1982 2 Wochen \| 2 \| Blondie \| The Best of Blondie \| – \| \| 15. Februar 1982 – 7. März 1982 3 Wochen (insgesamt 9) \| 9 \| Men at Work \| Business as Usual \| – \| \| 8. März 1982 – 21. März 1982 2 Wochen \| 2 \| Cliff Richard \| Love Songs \| – \| \| 22. März 1982 – 9. Mai 1982 7 Wochen \| 7 \| Moving Pictures \| Days of Innocence \| – \| \| 10. Mai 1982 – 16. Mai 1982 1 Woche \| 1 \| Cold Chisel \| Circus Animals \| – \| \| 17. Mai 1982 – 20. Juni 1982 5 Wochen \| 5 \| (Verschiedene Interpreten) \| 1982 with a Bullet \| – \| \| 21. Juni 1982 – 4. Juli 1982 2 Wochen \| 2 \| Split Enz \| Time and Tide \| – \| \| 5. Juli 1982 – 11. Juli 1982 1 Woche \| 1 \| Duran Duran \| Rio \| – \| \| 12. Juli 1982 – 1. August 1982 3 Wochen \| 3 \| Roxy Music \| Avalon \| – \| \| 2. August 1982 – 5. September 1982 5 Wochen \| 5 \| Australian Crawl \| Sons of Beaches \| – \| \| 6. September 1982 – 10. Oktober 1982 5 Wochen \| 5 \| (Verschiedene Interpreten) \| 1982 Out of the Blue \| – \| \| 11. Oktober 1982 – 16. Januar 1983 14 Wochen (insgesamt 15) \| 15 \| Dire Straits \| Love over Gold \| – \| |                                          |                                          |                                          |                           |
| ← 1981 |                                          |                                          |                                          | → 1983 →                  |
| Zeitraum | Wo. ges.                                 | Interpret                                | Titel                                    | Zusätzliche Informationen |
| (Zeitraum, Wochen auf Platz eins, Interpret, Titel, zusätzliche Informationen) |                                          |                                          |                                          |                           |
| 21. Dezember 1981 – 31. Januar 1982 6 Wochen (insgesamt 9) | 9                                        | Men at Work                              | Business as Usual                        | –                         |
| 1. Februar 1982 – 14. Februar 1982 2 Wochen | 2                                        | Blondie                                  | The Best of Blondie                      | –                         |
| 15. Februar 1982 – 7. März 1982 3 Wochen (insgesamt 9) | 9                                        | Men at Work                              | Business as Usual                        | –                         |
| 8. März 1982 – 21. März 1982 2 Wochen | 2                                        | Cliff Richard                            | Love Songs                               | –                         |
| 22. März 1982 – 9. Mai 1982 7 Wochen | 7                                        | Moving Pictures                          | Days of Innocence                        | –                         |
| 10. Mai 1982 – 16. Mai 1982 1 Woche | 1                                        | Cold Chisel                              | Circus Animals                           | –                         |
| 17. Mai 1982 – 20. Juni 1982 5 Wochen | 5                                        | (Verschiedene Interpreten)               | 1982 with a Bullet                       | –                         |
| 21. Juni 1982 – 4. Juli 1982 2 Wochen | 2                                        | Split Enz                                | Time and Tide                            | –                         |
| 5. Juli 1982 – 11. Juli 1982 1 Woche | 1                                        | Duran Duran                              | Rio                                      | –                         |
| 12. Juli 1982 – 1. August 1982 3 Wochen | 3                                        | Roxy Music                               | Avalon                                   | –                         |
| 2. August 1982 – 5. September 1982 5 Wochen | 5                                        | Australian Crawl                         | Sons of Beaches                          | –                         |
| 6. September 1982 – 10. Oktober 1982 5 Wochen | 5                                        | (Verschiedene Interpreten)               | 1982 Out of the Blue                     | –                         |
| 11. Oktober 1982 – 16. Januar 1983 14 Wochen (insgesamt 15) | 15                                       | Dire Straits                             | Love over Gold                           | –                         |